# Shimon Naor
Shimon Naor (numele la naștere Simen sau Simion Herșcovici, născut la 19 octombrie 1949 la Galați) este un om de afaceri israelian, ofițer naval în rezervă, născut în România, care a fost implicat în anii 1990 în exportul de arme din România.
A fost locotenent-colonel în flota militară israeliană și a comandat în 24 de ani 14 nave de război).
În anul 1999 a fost implicat în scandalul „Filiera arme”, fiind unul dintre cei mai cunoscuți comercianți de arme din România de la acea dată.
În februarie 2006, Tribunalul București, Secția I Penală, a emis pe numele lui Simen Herșcovici un mandat de executare a pedepsei cu închisoarea pentru contrabandă, fiind condamnat la 11 ani închisoare.
A fost acuzat că, în calitate de asociat al unei societăți comerciale, împreună cu alte trei persoane, a falsificat mai multe documente de transport în care a trecut o altă destinație decât cea reală, obținând, astfel, licență de export de armament și muniție în țări supuse embargoului. De pildă, au fost exportate arme și muniții în Togo, de unde au ajuns în posesia forțelor de opoziție UNITA din Angola, de sub comanda lui Jonas Savimbi.  
În octombrie 2009 a fost emis pe numele lui un mandat european de arestare.
În luna mai 2010 a fost arestat la Paris,
iar la data de 2 august 2010, a fost adus în România, fiind preluat de autoritățile române.
Conform afirmațiilor lui Shimon Naor, acesta a vândut arme fabricate în România în valoare de peste 800 milioane de dolari, salvând intreprinderi de armament românești de la faliment
Datorită șpăgilor tot mai mari care i se cereau din partea oficialilor Ministerului Apărării Naționale, a decis să raporteze situația la Cotroceni, gest care a deranjat mafia politico-financiară care controla comerțul cu arme fabricate în România, mafie care a coordonat distrugerea lui.
În data de 10 decembrie 2015, la 5 ani și 7 luni de la momentul la care Shimon Naor a fost adus in România, după ce a fost arestat la Paris, judecătorii de la Judecătoria Timișoara au hotărât eliberarea sa condiționată. După rămânerea definitivă a hotărârii, pe care Parchetul nu a contestat-o, Shimon Naor a plecat în Israel, la domiciliul său din Tel Aviv.